# Clifford Odets
Clifford Odets (Filadélfia, 18 de julho de 1906 — Glendale, 14 de agosto de 1963) foi um dramaturgo, diretor de teatro (e cinema, em duas ocasiões), roteirista e ator norte-americano.
Sua peça Golden Boy foi adaptada para o cinema em 1939, com o mesmo título, sob a direção de Rouben Mamoulian e com Barbara Stanwyck e William Holden no comando do elenco.
Em 1944, dirigiu Ethel Barrymore e Cary Grant no filme que deu à atriz o Oscar de melhor atriz coadjuvante, None But the Lonely Heart (exibido no Brasil como "Apenas um coração solitário"). Sua outra aventura em Hollywood deu-se em 1959, quando escreveu e dirigiu The Story on Page One, estrelado por Rita Hayworth, Anthony Franciosa e Gig Young.

## Peças
- Waiting for Lefty (1935)
- Awake and Sing! (1935)
- Till the Day I Die (1935)
- Paradise Lost (1935)
- I Can't Sleep (1935, monólogo)
- The Silent Partner (1936, inédita)
- Golden Boy (1937)
- Rocket to the Moon (1938)
- Night Music (1940)
- Clash by Night (1941)
- The Russian People (1942, adaptação)
- The Big Knife (1949)
- The Country Girl (1950)
- The Flowering Peach (1954)
- Deadline at Dawn (1956)